# Šabići (Velika Kladuša)
Šabići falu Bosznia-Hercegovinában, a Bosznia-hercegovinai Föderáció Una-Szanai kantonjában. Közigazgatásilag Velika Kladušához tartozik.

## Fekvése
Bosznia-Hercegovina északnyugati részén, Bihácstól légvonalban 30, közúton 47 km-re északra, Velika Kladušától légvonalban 11, közúton 16 km-re délkeletre levő dombos, erdős vidéken, a Šumatica- és Pećina-patakok völgyei között fekszik. 

## Népessége
| Nemzetiségi csoport | Népesség 1991 | Népesség 2013 |
| ------------------- | ------------- | ------------- |
| Szerb               | 1             | 0             |
| Bosnyák             | 1232          | 584           |
| Horvát              | 0             | 0             |
| Jugoszláv           | 1             | 0             |
| Egyéb               | 0             | 275           |
| Összesen            | 1234          | 882           |

## Története
A helyi muszlim gyülekezet 2020-ban ünnepelte fennállásának 290. évfordulóját. Az első mecset 1731-ben épült, a mai šabići mecsetet pedig hivatalosan 2001. augusztus 19-én nyitották meg. Az elmúlt 10 évben ebben a gyülekezetben Hasib Kličić látta el az imámi szolgálatot. A gyülekezet legidősebb lakói a tetőből kiemelkedő fa minaretre emlékeznek a šabići mecseből. A régi mecsetet 1958-ban újították fel. Ma is nemzeti műemléki státuszt élvez. A jelenlegi mecset kizárólag a gyülekezet tagjainak adományaiból épült. A gyülekezet mintegy 350 háztartással rendelkezik.

## Nevezetességei
A falu mecsete 2001-ben nyílt meg. Teljesen működőképes, és mindennel fel van szerelve, amire egy mecsetnek szüksége van, hogy megfeleljen a hívek igényeinek.
A régi mecsetet 1958-ban újították fel. Ma is nemzeti műemléki státuszt élvez.